# Inside Passage
A Belső átjáró (angolul Inside Passage) part menti útvonal óceánjáró hajók számára az Észak-Amerika Csendes-óceáni partjánál található szigetek között. Az útvonal Délkelet-Alaszkától a kanadai Brit Columbia nyugati részén keresztül Washington államig nyúlik. Az átjáró használata védelmet nyújt a hajóknak a rossz tengeri időjárás ellen és kapcsolatot teremt sok elszigetelt közösséggel. Az átjárót sűrűn használják tengerjárók, halászhajók, teherhajók, vontatóhajók és menetrendszerű kompok.
Az Inland Passage elnevezést a hajózóút mentén fekvő terület megnevezésére is használják. De a név utal arra is, hogy a korai felfedezők ezen a vidéken keresték az Északnyugati átjárót.
Általánosan elfogadott, hogy az átjáró a Puget-szorostól indul, Brit Columbián keresztül, Délkelet-Alaszkáig.

## A brit columbiai szakasz
Ez a partszakasz mintegy 40 000 km hosszú. A következő területeken keresztül vezet: 
Strait of Georgia (Georgia-szoros), Johnstone (Johnstone-szoros), Queen Charlotte Straits (Sarolta királyné-szoros), Hecate Strait (Hecate-szoros). A Fitz Hugh Soundtól (Fitz Hugh-szoros) északra az átjárót a tengeri viharoktól nagyobb szigetek védik, például a Princess Royal Island és a Pitt Island.

## Alaszkai szakasz
Az alaszkai szakasz kb. 800 km északtól délig, illetve kb. 160 km keletről nyugatra. Ezen a szakaszon mintegy 1000 sziget található, kb. 24 000 km partszakasszal, és öblök ezreivel. Annak ellenére, hogy az alaszkai Alexander-szigetek bizonyos védelmet nyújtanak a hajózóknak a Csendes-óceáni időjárás ellen, ezen a területen rendkívül nagy árapálymozgás észlelhető (9 m), amely a hajózásnál óvatosságra készteti a navigátorokat a víz alatti sziklák elkerülése érdekében.

## Vízisport az átjáróban
Az Inside Passage kedvelt túraútvonal kajakozók és kenusok számára. Minden évben csoportok és magányos hajósok eveznek át az Átjárón, Brit Columbiától az alaszkai Glacier Bay (Gleccser-öböl) útvonalon.

## Fordítás
Ez a szócikk részben vagy egészben  az   Inside Passage című angol Wikipédia-szócikk ezen változatának fordításán alapul.  Az eredeti cikk szerkesztőit annak laptörténete sorolja fel. Ez a jelzés csupán a megfogalmazás eredetét és a szerzői jogokat jelzi, nem szolgál a cikkben szereplő információk forrásmegjelöléseként.